# ماتيو توسيتي
ماتيو توسيتي (15 فبراير 1992 في سويسرا - ) هو لاعب كرة قدم سويسري في مركز الوسط. شارك مع منتخب سويسرا تحت 17 سنة لكرة القدم ومنتخب سويسرا تحت 19 سنة لكرة القدم ومنتخب سويسرا تحت 20 سنة لكرة القدم ومنتخب سويسرا تحت 21 سنة لكرة القدم. أما مع النوادي، فقد لعب مع نادي فولن ونادي لوزان ونادي لوغانو ونادي يانغ بويز ونادي لوكارنو.

## وصلات خارجية
- ماتيو توسيتي على موقع الاتحاد الدولي (مؤرشف)  (الإنجليزية)
- ماتيو توسيتي على موقع قاعدة بيانات كرة القدم.إي يو (الإنجليزية)
- ماتيو توسيتي على موقع Soccerway.com (الإنجليزية)
- ماتيو توسيتي على موقع عالم كرة القدم.نت (الإنجليزية)